# Кабалоевы
Кабало́евы (осет. Хъæбæлотæ) — осетинская фамилия.

## Антропонимика
Возможно из (перс. ﻗﺎﺑﻞ‎ — хъабэл) — ‘способный, даровитый; достойный, заслуживающий’ + о.

## Происхождение
В предании о фамилии Кабалоевых говорится, что предком их был Адрун, происхождением из алан, а у Адруна был сын Хадраки. В XVI веке Хадраки из Грузии переселился в селение Стур-Дигора, где у него родился сын Адас. У Адаса было два сына: Тедто и Кантемир. Кантемир женился и стал жить отдельным домом. У него был сын Гадзау, от которого как говорят, пошла фамилия Гадзаовых. Другой сын Адаса — Тедто — женился на дочери Хамицаевых из сел. Стур-Дигора. Она родила ему четырёх сыновей: Кабало, Бийазара, Кудзе и Дзаку. Братья записали себя на Кабалоевых и сменили местожительство. Кабало переселился в Лезгор, Кудзе обосновался в городе Моздок, Дзаку подался в кабардинское село Ерокко, а Бийазар остался в родном селе. Но до сих пор их потомки считают себя Кабалоевыми.
В селении Старый Лескен остался жить брат Залангерия Кабалоева — Бата. Его потомки являются кровными родственниками Кабалоевых, живущих в Озреке.

## Генеалогия
Арвадалта
Родственными фамилиями (осет. æрвадæлтæ) являются — Бязровы/Биазаровы, Гадзаовы, Дзагкоевы, Кудзоевы.
Генетическая генеалогия
OSE-563 — Кабалаев — J1-M267(xP58) > J-Z1842
276907, SI12995 — Kabaloev — J1a3a Z1842+

## Известные носители
- Билар Емазаевич Кабалоев (1917–2009) — советский государственный и партийный деятель, первый секретарь Северо-Осетинского обкома КПСС.
- Мурат Азраилович Кабалоев (1959) ― начальник управления Генеральной прокуратуры РФ в Центральном федеральном округе.
- Руслан Мурадинович Кабалоев (1946) ― генерал-майор, начальник Управления Федеральной службы наркоконтроля России по РСО-Алания.[5]
- Таймураз Хамбиевич Кабалоев (1951) ― доктор технических наук, профессор, заслуженный деятель науки РСО-Алания, первый проректор Горского ГАУ.

Спорт
- Виталий Ермакович Кабалоев (1996) ― российский борец греко-римского стиля, чемпион России и Европы.
- Заур Ермакович Кабалоев (1992) ― российский и итальянский борец греко-римского стиля, мастер спорта России международного класса.